# Oostzaan
Oostzaan () est une commune néerlandaise située au nord d'Amsterdam, en province de Hollande-Septentrionale. En 2023, elle comptait environ 9 711 habitants pour une superficie de 16,08 km2 dont 4,55 km2 d'eau. Membre de la communauté de communes Stadsregio Amsterdam regroupant quinze communes autour d'Amsterdam, elle en est la commune la moins peuplée.

## Géographie
La commune est bordée au nord par Wormerland, à l'est par Landsmeer, au sud par Amsterdam et à l'ouest par Zaanstad.

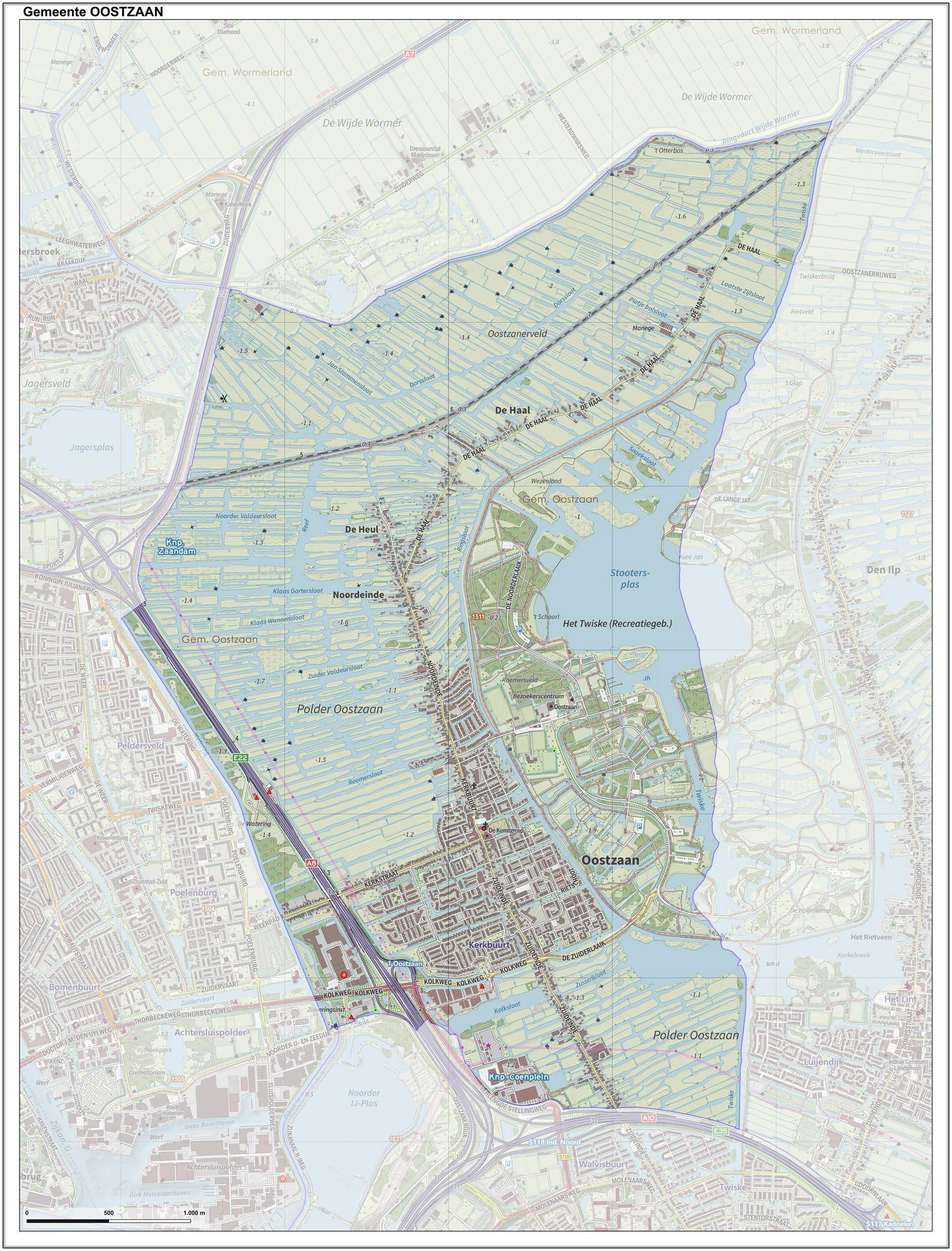
Carte topographique de la commune (2020).
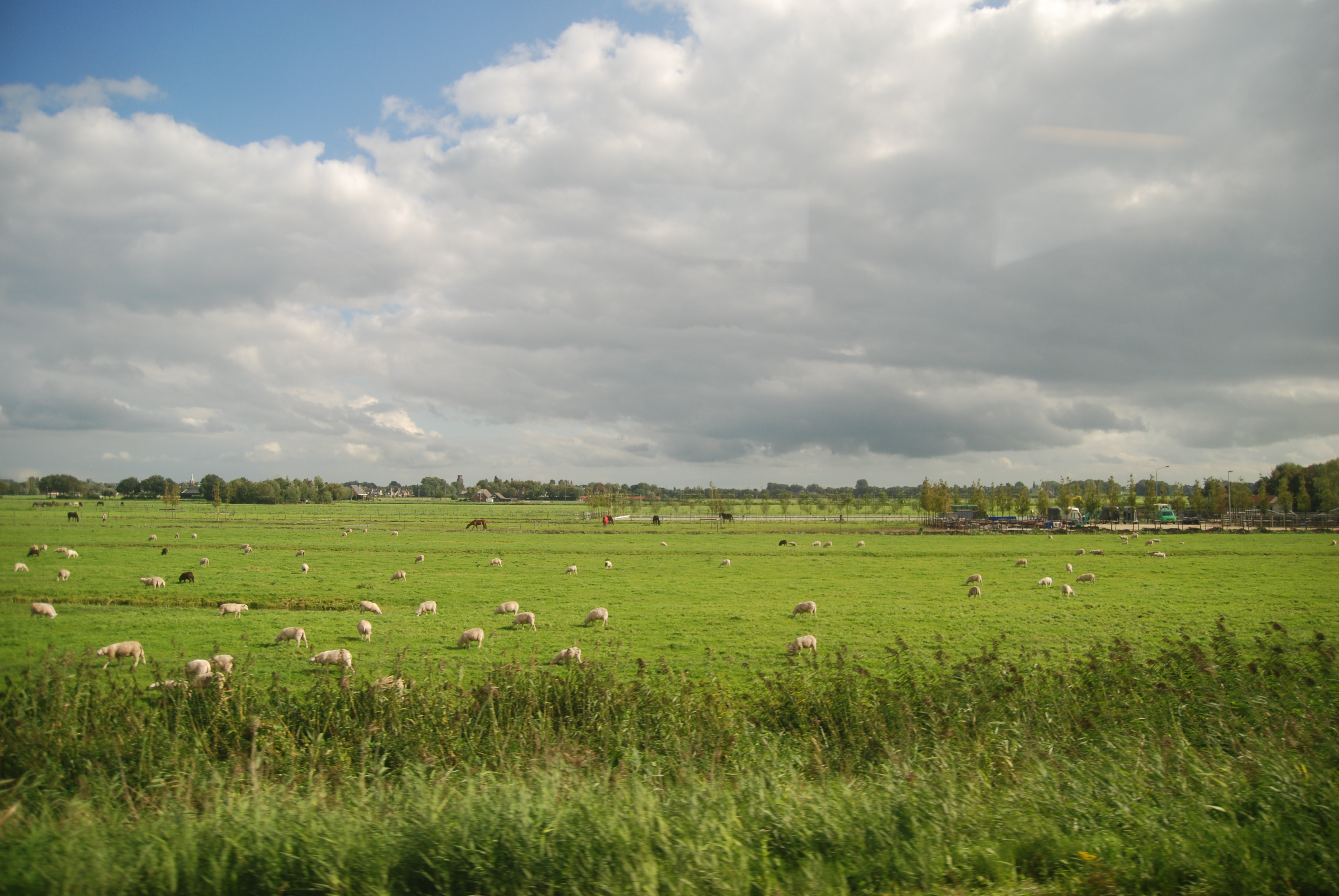
Champs alentour du village.
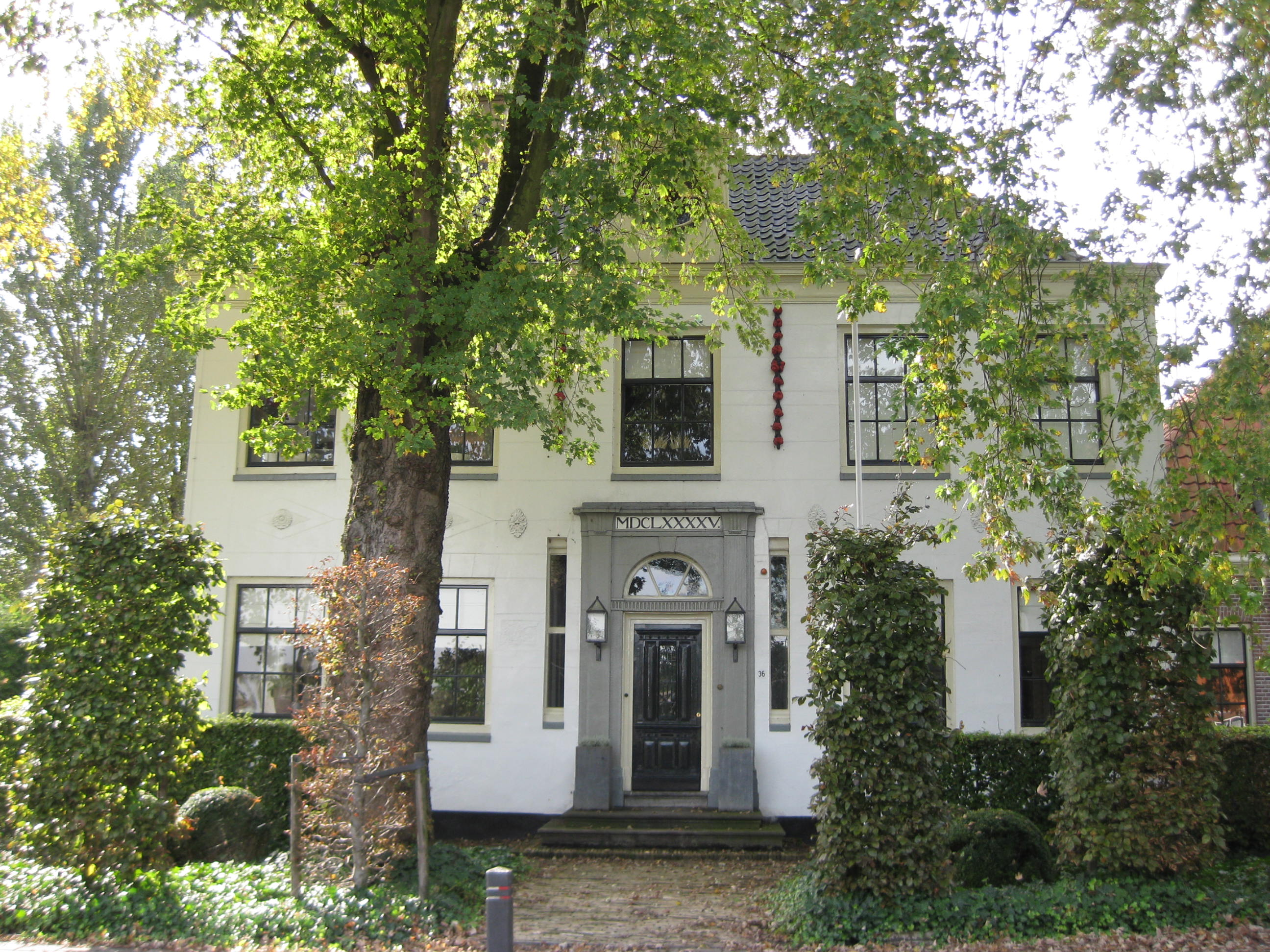
Weeshuis.
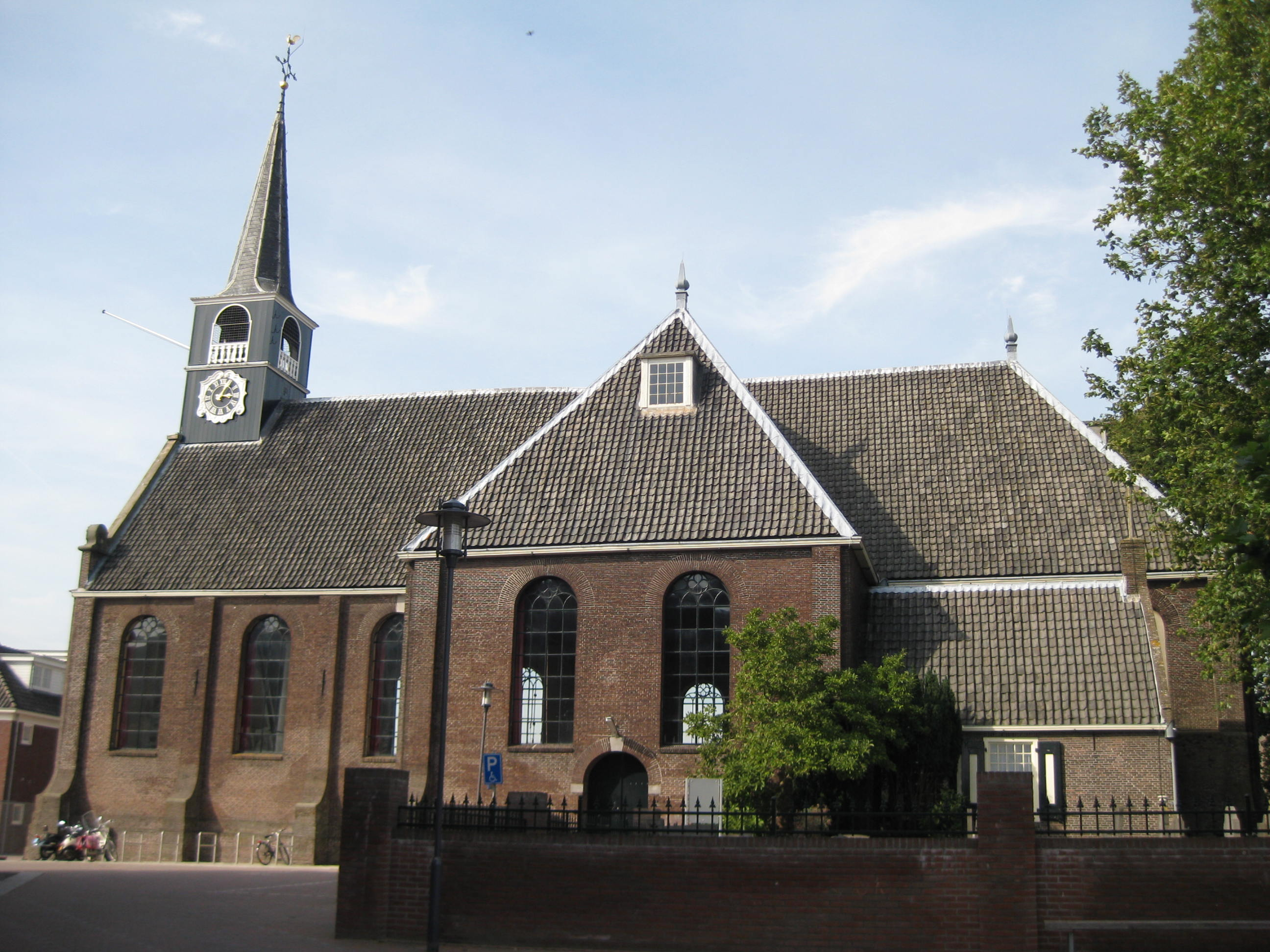
Église réformée.